# Léon Degrelle
Léon Joseph Marie Ignace Degrelle (n. 15 iunie 1906, Bouillon, Valonia, Belgia – d. 31 martie 1994, Málaga, Andaluzia, Spania) a fost un politician valon, unul dintre cei mai importanți colaboratori ai naziștilor, iar mai târziu unul dintre întemeietorii negaționismului în Belgia. Degrelle a devenit cunoscut în țara natală în anii '30 ca lider al Partidului Rexist. În timpul ocupației naziste din timpul celui de-al Doilea Război Mondial⁠(d), acesta s-a alăturat armatei germane și a luptat în Legiunea Valonă⁠(d) pe frontul de est. După colapsul Germaniei Naziste, Degrelle a reușit să fugă în Spania franchistă unde a devenit o personalitate importantă în politicile neonaziste. A murit 50 de ani după ce și-a pierdut cetățenia și a fost condamnat la moarte⁠(d) în Belgia pentru activitățile de colaborare.

## Colaborarea cu Germania Nazistă
La începutul războiului, Degrelle a aprobat anunțul monarhului Leopold al III-lea că Belgia dorește să-și păstreze neutralitatea. Odată cu invadarea țării de către Germania pe 10 mai 1940, vocile din interiorul Partidului Rexist erau împărțite cu privire la activitățile de rezistență. Acesta a fost arestat pe motiv că ar fi colaborator și trimis în Franța. Spre deosebire de alți belgieni deportați⁠(d), Degrelle nu și-a pierdut viața în masacrul de la Abbeville⁠(d), însă a fost trimis în lagărul de concentrare Vernet⁠(d). A fost eliberat în momentul în care s-a inițiat ocuparea teritoriilor franceze.
Degrelle s-a reîntors în Belgia unde a reconstruit ideologia rexistă combinând-o cu elemente naziste spre deosebire de alti foști rexiști - precum Théo Simon și Lucien Mayer - care au continuat să lupte împotriva trupelor naziste de ocupație. În august, Degrelle a început să redacteze materiale pentru ziarul nazist Le Pays Réel. Acesta s-a alăturat legiunii valone a Wehrmachtului chemată la arme în august 1941 să lupte împotriva forțelor Uniunii Sovietice pe frontul de est. Statutul de lider al partidului a fost preluat de Victor Matthys. Dat fiind faptul că nu avea pregătire militară, Degrelle s-a înscris în calitate de soldat și a fost decorat cu Crucea de Fier Clasa II în martie 1942. A promovat ușor și a ajuns la gradul de locotenent în mai 1942; a fost decorat cu Crucea de Fier Clasa I în aceeași lună. Valonii au fost transferați din Wehrmacht în Waffen-SS în iunie 1943, devenind astfel Legiunea Valonă care activa pe frontul de est.
Din 1940, biserica romano-catolică belgiană a interzis purtarea uniformelor în timpul euharistiei. Pe 25 iulie 1943, aflat în orașul său natal Bouillon, lui Degrelle i s-a adus la cunoștință că trebuie să părăsească un recviem deoarece purta uniforma SS interzisă de către biserică. Acesta a fost excomunicat de către Dieceza Romano-catolică din Namur⁠(d), însă excomunicarea a fost suspendată de către germani.
În timpul bătăliei din punga Korsun-Cerkasî - din 24 ianuarie până pe 16 februarie 1944 - legiunii i se dă misiunea de a apăra partea estică a pungii de atacurile sovietice. După moartea ofițerului Lucien Lippert, Degrelle a preluat comanda brigăzii, însă legiunea a fost nevoită să se retragă. Din cei 2000 de oameni care alcătuiau brigada, doar 632 au supraviețuit.
Datorită acțiunile sale la Korsun, acsta a fost promovat la statutul de SS-Sturmbannführer. I-a fost acordată Crucea de Cavaler a Crucii de Fier (Ritterkreuz) de către Hitler în februarie 1944. Degrelle a declarat mai târziu că Hitler i-ar fi spus că „ești unic în istorie. Ești un lider politic care luptă ca un soldat. Dacă aș fi avut un fiu, aș fi vrut să fie ca tine”. Șase luni mai târziu, Degrelle și alți șase străini au primit Crucea de Fier cu Frunze de Stejar.
Pe 8 iulie 1944, fratele lui Degrelle, Édouard, a fost ucis în orașul său natal de către forțele belgiene de rezistență. La scurtă vreme, un pluton de execuție rexist l-au ucis pe farmacistul Henri Charles. Câteva zile mai târziu, trei civili au fost executați - aparent la ordinele lui Degrelle - fiind cunoscuți drept inamicii săi politici.
A fost comandantul Sturmbrigade Wallonien din 18 septembrie 1944 până pe 8 mai 1945. A fost în fruntea trupelor care au apărat Estonia în fața sovieticilor și a fost promovat în funcția de SS-Obersturmbannführer în primele luni ale anului 1945.
Pe 20 aprilie 1945 a fost promovat în funcția de SS-Standartenführer, iar pe 1 mai în funcția de Brigadeführer de către Heinrich Himmler. Promovarea din urmă însă a fost extralegală deoarece Himmler a fost retras din funcție pe 28 aprilie la ordinele lui Hitler.
După război, Degrelle a plecat în Spania, ascunzându-se de autoritățile belgiene pentru a nu fi judecat pentru colaborare cu naziștii. A revenit ulterior în viața publică și a fost foarte activ începând cu anii 60', publicând diverse articole și materiale prin care făcea apologia regimului nazist. De asemenea, Degrelle a fost unul dintre primii negaționiști ai Holocaustului, spunând că nu au existat camere de gazare și că sunt doar invenții ale propagandei evreiești. Ideile sale au avut o largă răspândire în mediile neo-naziste din lumea întreagă. În cele din urmă, a murit în anul 1994 la vârsta de 87 de ani, în Malaga, Spania.